# 봉화은어축제
봉화은어축제는 경상북도 봉화군에서 개최하는 지역 축전이다.